# Galerie Pegaz
Die Galerie Pegaz (poln. Galeria Pegaz) wurde 1963 in Zakopane im Touristenhaus von den Podhalekünstlern Władysław Hasior, Antoni Rząsa, Arkadiusz Waloch und Urszula Kenar gegründet und stellte Werke von unter anderem Tadeusz Brzozowski, Jerzy Panek, Andrzej Pietsch, Rajmund Ziemski, Adolf Ryszka, Barbara Gawdzik-Brzozowska und Józef Gielniak aus. 1977 musste die Galerie das Touristenhaus verlassen und die Werke werden an verschiedenen wechselnden Orten ausgestellt. Eine Rückkehr der Galerie ins Touristenhaus wird seit 1977 diskutiert.